# Prêmio Tony de Melhor Musical
O Tony Award é uma premiação anual que reconhece as melhores produções nos teatros da Broadway. O prêmio de Melhor Musical é um dos mais antigos da cerimônia, tendo sido apresentados a cada ano, desde 1949. Esta é uma lista de vencedores e de indicados para o Prêmio Tony de Melhor Musical, normalmente dado aos produtores do musical.

## Vencedores e nomeados
† marca também vencedor do Prêmio Pulitzer de Teatro.

### Anos 40
| Ano                 | Musical                | libreto     | Música      | Letras |
| ------------------- | ---------------------- | ----------- | ----------- | ------ |
| 1949 3º Tony Awards |                        |             |             |        |
| Kiss Me, Kate       | Samuel e Bella Spewack | Cole Porter | Cole Porter |        |

### Anos 50
| Ano                  | Musical                                               | libreto                    | Música                                     | Letras |
| -------------------- | ----------------------------------------------------- | -------------------------- | ------------------------------------------ | ------ |
| 1950 4º Tony Awards  |                                                       |                            |                                            |        |
| South Pacific †      | Oscar Hammerstein II e Joshua Logan                   | Richard Rodgers            | Oscar Hammerstein II                       |        |
| 1951 5º Tony Awards  |                                                       |                            |                                            |        |
| Guys and Dolls       | Jo Swerling e Abe Burrows                             | Frank Loesser              | Frank Loesser                              |        |
| 1952 6º Tony Awards  |                                                       |                            |                                            |        |
| The King and I       | Oscar Hammerstein II                                  | Richard Rodgers            | Oscar Hammerstein II                       |        |
| 1953 7º Tony Awards  |                                                       |                            |                                            |        |
| Wonderful Town       | Joseph Fields e Jerome Chodorov                       | Leonard Bernstein          | Betty Comden e Adolph Green                |        |
| 1954 8º Tony Awards  |                                                       |                            |                                            |        |
| Kismet               | Charles Lederer e Luther Davis                        | Alexander Borodin          | Robert Wright e George Forrest             |        |
| 1955 9º Tony Awards  |                                                       |                            |                                            |        |
| The Pajama Game      | George Abbott e Richard Bissell                       | Richard Adler e Jerry Ross | Richard Adler e Jerry Ross                 |        |
| Fanny                | S. N. Behrman e Joshua Logan                          | Harold Rome                | Harold Rome                                |        |
| Peter Pan            | J. M. Barrie                                          | Moose Charlap eJule Styne  | Carolyn Leigh, Betty Comden e Adolph Green |        |
| Plain and Fancy      | Joseph Stein e Will Glickman                          | Albert Hague               | Arnold Horwitt                             |        |
| Silk Stockings       | George S. Kaufman, Leueen MacGrath e Abe Burrows      | Cole Porter                | Cole Porter                                |        |
| 1956 10º Tony Awards |                                                       |                            |                                            |        |
| Damn Yankees         | George Abbott e Douglass Wallop                       | Richard Adler              | Jerry Ross                                 |        |
| Pipe Dream           | Oscar Hammerstein II                                  | Richard Rodgers            | Oscar Hammerstein II                       |        |
| 1957 11º Tony Awards |                                                       |                            |                                            |        |
| My Fair Lady         | Alan Jay Lerner                                       | Frederick Loewe            | Alan Jay Lerner                            |        |
| Bells Are Ringing    | Betty Comden e Adolph Green                           | Jule Styne                 | Betty Comden e Adolph Green                |        |
| Candide              | Lillian Hellman                                       | Leonard Bernstein          | Richard Wilbur                             |        |
| The Most Happy Fella | Frank Loesser                                         | Frank Loesser              | Frank Loesser                              |        |
| 1958 12º Tony Awards |                                                       |                            |                                            |        |
| The Music Man        | Meredith Willson e Franklin Lacey                     | Meredith Willson           | Meredith Willson                           |        |
| West Side Story      | Arthur Laurents                                       | Leonard Bernstein          | Stephen Sondheim                           |        |
| New Girl in Town     | George Abbott                                         | Bob Merrill                | Bob Merrill                                |        |
| Oh, Captain!         | Al Morgan e José Ferrer                               | Jay Livingston e Ray Evans | Jay Livingston e Ray Evans                 |        |
| Jamaica              | E. Y. Harburg e Fred Saidy                            | Harold Arlen               | E. Y. Harburg                              |        |
| 1959 13º Tony Awards |                                                       |                            |                                            |        |
| Redhead              | Herbert e Dorothy Fields, Sidney Sheldon e David Shaw | Albert Hague               | Dorothy Fields                             |        |
| Flower Drum Song     | Oscar Hammerstein II e Joseph Fields                  | Richard Rodgers            | Oscar Hammerstein II                       |        |
| La Plume de Ma Tante | Robert Dhery                                          | Gérard Calvi               | Ross Parker                                |        |

### Anos 60
| Year                                               | Musical                                                      | Libreto                          | Música                                                        | Letras |
| -------------------------------------------------- | ------------------------------------------------------------ | -------------------------------- | ------------------------------------------------------------- | ------ |
| 1960 14º Tony Awards                               |                                                              |                                  |                                                               |        |
| The Sound of Music                                 | Howard Lindsay e Russel Crouse                               | Richard Rodgers                  | Oscar Hammerstein II                                          |        |
| Fiorello! †                                        | Jerome Weidman e George Abbott                               | Jerry Bock                       | Sheldon Harnick                                               |        |
| Gypsy                                              | Arthur Laurents                                              | Jule Styne                       | Stephen Sondheim                                              |        |
| Once Upon a Mattress                               | Jay Thompson, Marshall Barer e Dean Fuller                   | Mary Rodgers                     | Marshall Barer                                                |        |
| Take Me Along                                      | Joseph Stein e Bob Russell                                   | Bob Merrill                      | Bob Merrill                                                   |        |
| 1961 15th Tony Awards                              |                                                              |                                  |                                                               |        |
| Bye Bye Birdie                                     | Michael Stewart                                              | Charles Strouse                  | Lee Adams                                                     |        |
| Do Re Mi                                           | Garson Kanin                                                 | Jule Styne                       | Betty Comden e Adolph Green                                   |        |
| Irma La Douce                                      | Alexandre Breffort, Julian More, David Heneker eMonty Norman | Marguerite Monnot                | Alexandre Breffort, Julian More, David Heneker e Monty Norman |        |
| 1962 16º Tony Awards                               |                                                              |                                  |                                                               |        |
| How to Succeed in Business Without Really Trying † | Abe Burrows, Jack Weinstock e Willie Gilbert                 | Frank Loesser                    | Frank Loesser                                                 |        |
| Carnival!                                          | Michael Stewart e Helen Deutsch                              | Bob Merrill                      | Bob Merrill                                                   |        |
| Milk and Honey                                     | Don Appell                                                   | Jerry Herman                     | Jerry Herman                                                  |        |
| No Strings                                         | Samuel A. Taylor                                             | Richard Rodgers                  | Richard Rodgers                                               |        |
| 1963 17º Tony Awards                               |                                                              |                                  |                                                               |        |
| A Funny Thing Happened on the Way to the Forum     | Burt Shevelove e Larry Gelbart                               | Stephen Sondheim                 | Stephen Sondheim                                              |        |
| Little Me                                          | Neil Simon                                                   | Cy Coleman                       | Carolyn Leigh                                                 |        |
| Oliver!                                            | Lionel Bart                                                  | Lionel Bart                      | Lionel Bart                                                   |        |
| Stop the World – I Want to Get Off                 | Leslie Bricusse e Anthony Newley                             | Leslie Bricusse e Anthony Newley | Leslie Bricusse e Anthony Newley                              |        |
| 1964 18º Tony Awards                               |                                                              |                                  |                                                               |        |
| Hello, Dolly!                                      | Michael Stewart                                              | Jerry Herman                     | Jerry Herman                                                  |        |
| Funny Girl                                         | Isobel Lennart                                               | Jule Styne                       | Bob Merrill                                                   |        |
| High Spirits                                       | Hugh Martin e Timothy Gray                                   | Hugh Martin e Timothy Gray       | Hugh Martin e Timothy Gray                                    |        |
| She Loves Me                                       | Joe Masteroff                                                | Jerry Bock                       | Sheldon Harnick                                               |        |
| 1965 19º Tony Awards                               |                                                              |                                  |                                                               |        |
| Fiddler on the Roof                                | Joseph Stein                                                 | Jerry Bock                       | Sheldon Harnick                                               |        |
| Golden Boy                                         | Clifford Odets e William Gibson                              | Charles Strouse                  | Lee Adams                                                     |        |
| Half a Sixpence                                    | Beverley Cross                                               | David Heneker                    | David Heneker                                                 |        |
| Oh, What a Lovely War!                             | Joan Littlewood e Theatre Workshop                           | Vários                           | Vários                                                        |        |
| 1966 20º Tony Awards                               |                                                              |                                  |                                                               |        |
| Man of La Mancha                                   | Dale Wasserman                                               | Mitch Leigh                      | Joe Darion                                                    |        |
| Mame                                               | Jerome Lawrence e Robert E. Lee                              | Jerry Herman                     | Jerry Herman                                                  |        |
| Skyscraper                                         | Peter Stone                                                  | Jimmy Van Heusen                 | Sammy Cahn                                                    |        |
| Sweet Charity                                      | Neil Simon                                                   | Cy Coleman                       | Dorothy Fields                                                |        |
| 1967 21º Tony Awards                               |                                                              |                                  |                                                               |        |
| Cabaret                                            | Joe Masteroff                                                | John Kander                      | Fred Ebb                                                      |        |
| I Do! I Do!                                        | Tom Jones                                                    | Harvey Schmidt                   | Tom Jones                                                     |        |
| The Apple Tree                                     | Sheldon Harnick eJerry Bock                                  | Jerry Bock                       | Sheldon Harnick                                               |        |
| Walking Happy                                      | Roger O. Hirson e Ketti Frings                               | Jimmy Van Heusen                 | Sammy Cahn                                                    |        |
| 1968 22º Tony Awards                               |                                                              |                                  |                                                               |        |
| Hallelujah, Baby!                                  | Arthur Laurents                                              | Jule Styne                       | Betty Comden and Adolph Green                                 |        |
| The Happy Time                                     | N. Richard Nash                                              | John Kander                      | Fred Ebb                                                      |        |
| How Now, Dow Jones                                 | Max Shulman                                                  | Elmer Bernstein                  | Carolyn Leigh                                                 |        |
| Illya Darling                                      | Jules Dassin                                                 | Manos Hadjidakis                 | Joe Darion                                                    |        |
| 1969 23º Tony Awards                               |                                                              |                                  |                                                               |        |
| 1776                                               | Peter Stone                                                  | Sherman Edwards                  | Sherman Edwards                                               |        |
| Hair                                               | Gerome Ragni e James Rado                                    | Galt MacDermot                   | James Rado                                                    |        |
| Promises, Promises                                 | Neil Simon                                                   | Burt Bacharach                   | Hal David                                                     |        |
| Zorba                                              | Joseph Stein                                                 | John Kander                      | Fred Ebb                                                      |        |

### Anos 70
| Ano                                   | Musical                                                 | Libreto                                    | Música                                     | Letras |
| ------------------------------------- | ------------------------------------------------------- | ------------------------------------------ | ------------------------------------------ | ------ |
| 1970 24º Tony Awards                  |                                                         |                                            |                                            |        |
| Applause                              | Betty Comden e Adolph Green                             | Charles Strouse                            | Lee Adams                                  |        |
| Coco                                  | Alan Jay Lerner                                         | André Previn                               | Alan Jay Lerner                            |        |
| Purlie                                | Ossie Davis, Philip Rose e Peter Udell                  | Gary Geld                                  | Peter Udell                                |        |
| 1971 25º Tony Awards                  |                                                         |                                            |                                            |        |
| Company                               | George Furth                                            | Stephen Sondheim                           | Stephen Sondheim                           |        |
| The Me Nobody Knows                   | Robert H. Livingston, Herb Schapiro e Stephen M. Joseph | Gary William Friedman                      | Will Holt                                  |        |
| The Rothschilds                       | Sherman Yellen                                          | Jerry Bock                                 | Sheldon Harnick                            |        |
| 1972 26º Tony Awards                  |                                                         |                                            |                                            |        |
| Two Gentlemen of Verona               | John Guare e Mel Shapiro                                | Galt MacDermot                             | John Guare                                 |        |
| Ain't Supposed to Die a Natural Death | Melvin Van Peebles                                      | Melvin Van Peebles                         | Melvin Van Peebles                         |        |
| Follies                               | James Goldman                                           | Stephen Sondheim                           | Stephen Sondheim                           |        |
| Grease                                | Jim Jacobs and Warren Casey                             | Jim Jacobs and Warren Casey                | Jim Jacobs and Warren Casey                |        |
| 1973 27º Tony Awards                  |                                                         |                                            |                                            |        |
| A Little Night Music                  | Hugh Wheeler                                            | Stephen Sondheim                           | Stephen Sondheim                           |        |
| Don't Bother Me, I Can't Cope         | Micki Grant                                             | Micki Grant                                | Micki Grant                                |        |
| Pippin                                | Roger O. Hirson e Bob Fosse                             | Stephen Schwartz                           | Stephen Schwartz                           |        |
| Sugar                                 | Peter Stone                                             | Jule Styne                                 | Bob Merrill                                |        |
| 1974 28º Tony Awards                  |                                                         |                                            |                                            |        |
| Raisin                                | Robert Nemiroff e Charlotte Zaltzberg                   | Judd Woldin                                | Robert Brittan                             |        |
| Over Here!                            | Will Holt                                               | Richard M. Sherman e Robert B. Sherman     | Richard M. Sherman e Robert B. Sherman     |        |
| Seesaw                                | Michael Bennett                                         | Cy Coleman                                 | Dorothy Fields                             |        |
| 1975 29º Tony Awards                  |                                                         |                                            |                                            |        |
| The Wiz                               | William F. Brown                                        | Charlie Smalls                             | Charlie Smalls                             |        |
| Mack & Mabel                          | Michael Stewart                                         | Jerry Herman                               | Jerry Herman                               |        |
| The Lieutenant                        | Gene Curty, Nitra Scharfman e Chuck Strand              | Gene Curty, Nitra Scharfman e Chuck Strand | Gene Curty, Nitra Scharfman e Chuck Strand |        |
| Shenandoah                            | James Lee Barrett, Peter Udell e Philip Rose            | Gary Geld                                  | Peter Udell                                |        |
| 1976 30º Tony Awards                  |                                                         |                                            |                                            |        |
| A Chorus Line †                       | James Kirkwood                                          | Marvin Hamlisch                            | Edward Kleban                              |        |
| Bubbling Brown Sugar                  | Loften Mitchell                                         | Vários                                     | Vários                                     |        |
| Chicago                               | Fred Ebb e Bob Fosse                                    | John Kander                                | Fred Ebb                                   |        |
| Pacific Overtures                     | John Weidman                                            | Stephen Sondheim                           | Stephen Sondheim                           |        |
| 1977 31º Tony Awards                  |                                                         |                                            |                                            |        |
| Annie                                 | Thomas Meehan                                           | Charles Strouse                            | Martin Charnin                             |        |
| Happy End                             | Elisabeth Hauptmann                                     | Kurt Weill                                 | Bertolt Brecht                             |        |
| I Love My Wife                        | Michael Stewart                                         | Cy Coleman                                 | Michael Stewart                            |        |
| Side by Side by Sondheim              | —                                                       | Stephen Sondheim                           | Stephen Sondheim                           |        |
| 1978 32º Tony Awards                  |                                                         |                                            |                                            |        |
| Ain't Misbehavin'                     | N/A                                                     | Thomas "Fats" Waller                       | Vários                                     |        |
| Dancin'                               | —                                                       | Vários                                     | Vários                                     |        |
| On the Twentieth Century              | Betty Comden e Adolph Green                             | Cy Coleman                                 | Betty Comden e Adolph Green                |        |
| Runaways                              | Elizabeth Swados                                        | Elizabeth Swados                           | Elizabeth Swados                           |        |
| 1979 33rd Tony Awards                 |                                                         |                                            |                                            |        |
| Sweeney Todd                          | Hugh Wheeler                                            | Stephen Sondheim                           | Stephen Sondheim                           |        |
| Ballroom                              | Jerome Kass                                             | Billy Goldenberg                           | Alan e Marilyn Bergman                     |        |
| The Best Little Whorehouse in Texas   | Larry L. King e Peter Masterson                         | Carol Hall                                 | Carol Hall                                 |        |
| They're Playing Our Song              | Neil Simon                                              | Marvin Hamlisch                            | Carole Bayer Sager                         |        |

### Anos 80
| Ano                                          | Musical                                                                      | Libreto                                                                      | Música                                                                       | Letras |
| -------------------------------------------- | ---------------------------------------------------------------------------- | ---------------------------------------------------------------------------- | ---------------------------------------------------------------------------- | ------ |
| 1980 34º Tony Awards                         |                                                                              |                                                                              |                                                                              |        |
| Evita                                        | Tim Rice                                                                     | Andrew Lloyd Webber                                                          | Tim Rice                                                                     |        |
| A Day in Hollywood/A Night in the Ukraine    | Dick Vosburgh                                                                | Frank Lazarus                                                                | Dick Vosburgh                                                                |        |
| Barnum                                       | Mark Bramble                                                                 | Cy Coleman                                                                   | Michael Stewart                                                              |        |
| Sugar Babies                                 | Ralph G. Allen                                                               | Jimmy McHugh                                                                 | Dorothy Fields e Al Dubin                                                    |        |
| 1981 35º Tony Awards                         |                                                                              |                                                                              |                                                                              |        |
| 42nd Street                                  | Michael Stewart e Mark Bramble                                               | Harry Warren                                                                 | Al Dubin                                                                     |        |
| Sophisticated Ladies                         | Donald McKayle                                                               | Duke Ellington                                                               | Vários                                                                       |        |
| Tintypes                                     | Mel Marvin and Gary Pearle                                                   | Vários                                                                       | Vários                                                                       |        |
| Woman of the Year                            | Peter Stone                                                                  | John Kander                                                                  | Fred Ebb                                                                     |        |
| 1982 36º Tony Awards                         |                                                                              |                                                                              |                                                                              |        |
| Nine                                         | Arthur Kopit                                                                 | Maury Yeston                                                                 | Maury Yeston                                                                 |        |
| Dreamgirls                                   | Tom Eyen                                                                     | Henry Krieger                                                                | Tom Eyen                                                                     |        |
| Joseph and the Amazing Technicolor Dreamcoat | Tim Rice                                                                     | Andrew Lloyd Webber                                                          | Tim Rice                                                                     |        |
| Pump Boys and Dinettes                       | John Foley, Mark Hardwick, Debra Monk, Cass Morgan, John Schimmel e Jim Wann | John Foley, Mark Hardwick, Debra Monk, Cass Morgan, John Schimmel e Jim Wann | John Foley, Mark Hardwick, Debra Monk, Cass Morgan, John Schimmel e Jim Wann |        |
| 1983 37º Tony Awards                         |                                                                              |                                                                              |                                                                              |        |
| Cats                                         | T. S. Eliot                                                                  | Andrew Lloyd Webber                                                          | T. S. Eliot e Trevor Nunn                                                    |        |
| Blues in the Night                           | —                                                                            | Vários                                                                       | Vários                                                                       |        |
| Merlin                                       | Richard Levinson e William Link                                              | Elmer Bernstein                                                              | Don Black                                                                    |        |
| My One and Only                              | Peter Stone e Timothy S. Mayer                                               | George Gershwin                                                              | Ira Gershwin                                                                 |        |
| 1984 38th Tony Awards                        |                                                                              |                                                                              |                                                                              |        |
| La Cage aux Folles                           | Harvey Fierstein                                                             | Jerry Herman                                                                 | Jerry Herman                                                                 |        |
| Baby                                         | Sybille Pearson                                                              | David Shire                                                                  | Richard Maltby, Jr.                                                          |        |
| Sunday in the Park with George †             | James Lapine                                                                 | Stephen Sondheim                                                             | Stephen Sondheim                                                             |        |
| The Tap Dance Kid                            | Charles Blackwell                                                            | Henry Krieger                                                                | Robert Lorick                                                                |        |
| 1985 39º Tony Awards                         |                                                                              |                                                                              |                                                                              |        |
| Big River                                    | William Hauptman                                                             | Roger Miller                                                                 | Roger Miller                                                                 |        |
| Grind                                        | Fay Kanin                                                                    | Larry Grossman                                                               | Ellen Fitzhugh                                                               |        |
| Leader of the Pack                           | Anne Beatts                                                                  | Ellie Greenwich                                                              | Vários                                                                       |        |
| Quilters                                     | Molly Newman e Barbara Damashek                                              | Barbara Damashek                                                             | Barbara Damashek                                                             |        |
| 1986 40º Tony Awards                         |                                                                              |                                                                              |                                                                              |        |
| The Mystery of Edwin Drood                   | Rupert Holmes                                                                | Rupert Holmes                                                                | Rupert Holmes                                                                |        |
| Big Deal                                     | Bob Fosse                                                                    | Vários                                                                       | Vários                                                                       |        |
| Song and Dance                               | —                                                                            | Andrew Lloyd Webber                                                          | Don Black                                                                    |        |
| Tango Argentino                              | —                                                                            | Vários                                                                       | Vários                                                                       |        |
| 1987 41º Tony Awards                         |                                                                              |                                                                              |                                                                              |        |
| Les Misérables                               | Claude-Michel Schönberg e Alain Boublil                                      | Claude-Michel Schönberg                                                      | Herbert Kretzmer                                                             |        |
| Me and My Girl                               | L. Arthur Rose e Douglas Furber                                              | Noel Gay                                                                     | L. Arthur Rose e Douglas Furber                                              |        |
| Rags                                         | Joseph Stein                                                                 | Charles Strouse                                                              | Stephen Schwartz                                                             |        |
| Starlight Express                            | —                                                                            | Andrew Lloyd Webber                                                          | Richard Stilgoe                                                              |        |
| 1988 42º Tony Awards                         |                                                                              |                                                                              |                                                                              |        |
| The Phantom of the Opera                     | Richard Stilgoe e Andrew Lloyd Webber                                        | Andrew Lloyd Webber                                                          | Charles Hart                                                                 |        |
| Into the Woods                               | James Lapine                                                                 | Stephen Sondheim                                                             | Stephen Sondheim                                                             |        |
| Romance/Romance                              | Barry Harman                                                                 | Keith Herrmann                                                               | Barry Harman                                                                 |        |
| Sarafina!                                    | Mbongeni Ngema                                                               | Mbongeni Ngema                                                               | Mbongeni Ngema                                                               |        |
| 1989 43º Tony Awards                         |                                                                              |                                                                              |                                                                              |        |
| Jerome Robbins' Broadway                     | N/A                                                                          | Vários                                                                       | Vários                                                                       |        |
| Black and Blue                               | —                                                                            | Vários                                                                       | Vários                                                                       |        |
| Starmites                                    | Stuart Ross e Barry Keating                                                  | Barry Keating                                                                | Barry Keating                                                                |        |

### Anos 90
| Ano                                   | Musical                                                               | Libreto                                 | Música                                         | Letras |
| ------------------------------------- | --------------------------------------------------------------------- | --------------------------------------- | ---------------------------------------------- | ------ |
| 1990 44º Tony Awards                  |                                                                       |                                         |                                                |        |
| City of Angels                        | Larry Gelbart                                                         | Cy Coleman                              | David Zippel                                   |        |
| Aspects of Love                       | Andrew Lloyd Webber                                                   | Andrew Lloyd Webber                     | Don Black e Charles Hart                       |        |
| Grand Hotel                           | Luther Davis                                                          | George Forrest e Robert Wright          | George Forrest e Robert Wright                 |        |
| Meet Me in St. Louis                  | Hugh Wheeler                                                          | Ralph Blane e Hugh Martin               | Ralph Blane e Hugh Martin                      |        |
| 1991 45º Tony Awards                  |                                                                       |                                         |                                                |        |
| The Will Rogers Follies               | Peter Stone                                                           | Cy Coleman                              | Betty Comden e Adolph Green                    |        |
| Miss Saigon                           | Alain Boublil e Claude-Michel Schönberg                               | Claude-Michel Schönberg                 | Alain Boublil e Richard Maltby, Jr.            |        |
| Once on This Island                   | Lynn Ahrens                                                           | Stephen Flaherty                        | Lynn Ahrens                                    |        |
| The Secret Garden                     | Marsha Norman                                                         | Lucy Simon                              | Marsha Norman                                  |        |
| 1992 46º Tony Awards                  |                                                                       |                                         |                                                |        |
| Crazy for You                         | Ken Ludwig                                                            | George Gershwin                         | Ira Gershwin                                   |        |
| Falsettos                             | William Finn e James Lapine                                           | William Finn                            | William Finn                                   |        |
| Five Guys Named Moe                   | Clarke Peters                                                         | Vários                                  | Vários                                         |        |
| Jelly's Last Jam                      | George C. Wolfe                                                       | Jelly Roll Morton                       | Susan Birkenhead                               |        |
| 1993 47º Tony Awards                  |                                                                       |                                         |                                                |        |
| Kiss of the Spider Woman              | Terrence McNally                                                      | John Kander                             | Fred Ebb                                       |        |
| Blood Brothers                        | Willy Russell                                                         | Willy Russell                           | Willy Russell                                  |        |
| The Goodbye Girl                      | Neil Simon                                                            | Marvin Hamlisch                         | David Zippel                                   |        |
| The Who's Tommy                       | Pete Townshend e Des McAnuff                                          | Pete Townshend                          | Pete Townshend                                 |        |
| 1994 48º Tony Awards                  |                                                                       |                                         |                                                |        |
| Passion                               | James Lapine                                                          | Stephen Sondheim                        | Stephen Sondheim                               |        |
| A Grand Night for Singing             | Walter Bobbie                                                         | Richard Rodgers                         | Oscar Hammerstein II                           |        |
| Beauty and the Beast                  | Linda Woolverton                                                      | Alan Menken                             | Howard Ashman and Tim Rice                     |        |
| Cyrano: The Musical                   | Koen van Dijk                                                         | Ad van Dijk                             | Koen van Dijk                                  |        |
| 1995 49º Tony Awards                  |                                                                       |                                         |                                                |        |
| Sunset Boulevard                      | Christopher Hampton e Don Black                                       | Andrew Lloyd Webber                     | Don Black                                      |        |
| Smokey Joe's Cafe                     | —                                                                     | Jerry Leiber e Mike Stoller             | Jerry Leiber e Mike Stoller                    |        |
| 1996 50º Tony Awards                  |                                                                       |                                         |                                                |        |
| Rent †                                | Jonathan Larson                                                       | Jonathan Larson                         | Jonathan Larson                                |        |
| Bring in 'da Noise, Bring in 'da Funk | Reg E. Gaines                                                         | Daryl Waters, Zane Mark e Ann Duquesnay | Reg E. Gaines, George C. Wolfe e Ann Duquesnay |        |
| Chronicle of a Death Foretold         | Graciela Daniele e Jim Lewis                                          | Bob Telson                              | Graciela Daniele e Jim Lewis                   |        |
| Swinging on a Star                    | Michael Leeds                                                         | Vários                                  | Johnny Burke                                   |        |
| 1997 51º Tony Awards                  |                                                                       |                                         |                                                |        |
| Titanic                               | Peter Stone                                                           | Maury Yeston                            | Maury Yeston                                   |        |
| Juan Darien                           | Elliot Goldenthal e Julie Taymor                                      | Elliot Goldenthal                       | Elliot Goldenthal                              |        |
| Steel Pier                            | David Thompson                                                        | John Kander                             | Fred Ebb                                       |        |
| The Life                              | Cy Coleman, David Newman e Ira Gasman                                 | Cy Coleman                              | Ira Gasman                                     |        |
| 1998 52º Tony Awards                  |                                                                       |                                         |                                                |        |
| The Lion King                         | Roger Allers e Irene Mecchi                                           | Elton John                              | Tim Rice                                       |        |
| Side Show                             | Bill Russell                                                          | Henry Krieger                           | Bill Russell                                   |        |
| The Scarlet Pimpernel                 | Nan Knighton                                                          | Frank Wildhorn                          | Nan Knighton                                   |        |
| Ragtime                               | Terrence McNally                                                      | Stephen Flaherty                        | Lynn Ahrens                                    |        |
| 1999 53º Tony Awards                  |                                                                       |                                         |                                                |        |
| Fosse                                 | N/A                                                                   | Vários                                  | Vários                                         |        |
| The Civil War                         | Gregory Boyd e Frank Wildhorn                                         | Frank Wildhorn                          | Jack Murphy                                    |        |
| It Ain't Nothin' But the Blues        | Charles Bevel, Lita Gaithers, Randal Myler, Ron Taylor e Dan Wheetman | Vários                                  | Vários                                         |        |
| Parade                                | Alfred Uhry                                                           | Jason Robert Brown                      | Jason Robert Brown                             |        |

### Anos 2000
| Ano                                        | Musical                                 | Libreto                                                              | Música                                                               | Letras |
| ------------------------------------------ | --------------------------------------- | -------------------------------------------------------------------- | -------------------------------------------------------------------- | ------ |
| 2000 54º Tony Awards                       |                                         |                                                                      |                                                                      |        |
| Contact                                    | John Weidman                            | Vários                                                               | Vários                                                               |        |
| James Joyce's The Dead                     | Richard Nelson                          | Shaun Davey                                                          | Richard Nelson e Shaun Davey                                         |        |
| Swing!                                     | Paul Kelley                             | Vários                                                               | Vários                                                               |        |
| The Wild Party                             | Michael John LaChiusa e George C. Wolfe | Michael John LaChiusa                                                | Michael John LaChiusa                                                |        |
| 2001 55º Tony Awards                       |                                         |                                                                      |                                                                      |        |
| The Producers                              | Mel Brooks e Thomas Meehan              | Mel Brooks                                                           | Mel Brooks                                                           |        |
| A Class Act                                | Linda Kline and Lonny Price             | Edward Kleban                                                        | Edward Kleban                                                        |        |
| The Full Monty                             | Terrence McNally                        | David Yazbek                                                         | David Yazbek                                                         |        |
| Jane Eyre                                  | John Caird                              | Paul Gordon                                                          | John Caird e Paul Gordon                                             |        |
| 2002 56º Tony Awards                       |                                         |                                                                      |                                                                      |        |
| Thoroughly Modern Millie                   | Richard Morris e Dick Scanlan           | Jeanine Tesori                                                       | Dick Scanlan                                                         |        |
| Mamma Mia!                                 | Catherine Johnson                       | Benny Andersson e Björn Ulvaeus                                      | Benny Andersson e Björn Ulvaeus                                      |        |
| Sweet Smell of Success                     | John Guare                              | Marvin Hamlisch                                                      | Craig Carnelia                                                       |        |
| Urinetown                                  | Greg Kotis                              | Mark Hollman                                                         | Greg Kotis e Mark Hollman                                            |        |
| 2003 57º Tony Awards                       |                                         |                                                                      |                                                                      |        |
| Hairspray                                  | Mark O'Donnell e Thomas Meehan          | Marc Shaiman                                                         | Scott Wittman e Marc Shaiman                                         |        |
| Amour                                      | Didier Van Cauwelaert e Jeremy Sams     | Michel Legrand                                                       | Didier Van Cauwelaert e Jeremy Sams                                  |        |
| A Year with Frog and Toad                  | Willie Reale                            | Robert Reale                                                         | Willie Reale                                                         |        |
| Movin' Out                                 | Twyla Tharp                             | Billy Joel                                                           | Billy Joel                                                           |        |
| 2004 58º Tony Awards                       |                                         |                                                                      |                                                                      |        |
| Avenue Q                                   | Jeff Whitty                             | Robert Lopez e Jeff Marx                                             | Robert Lopez e Jeff Marx                                             |        |
| The Boy from Oz                            | Martin Sherman                          | Peter Allen                                                          | Peter Allen                                                          |        |
| Caroline, or Change                        | Tony Kushner                            | Jeanine Tesori                                                       | Tony Kushner                                                         |        |
| Wicked                                     | Winnie Holzman                          | Stephen Schwartz                                                     | Stephen Schwartz                                                     |        |
| 2005 59º Tony Awards                       |                                         |                                                                      |                                                                      |        |
| Monty Python's Spamalot                    | Eric Idle                               | John Du Prez and Eric Idle                                           | Eric Idle                                                            |        |
| The Light in the Piazza                    | Craig Lucas                             | Adam Guettel                                                         | Adam Guettel                                                         |        |
| Dirty Rotten Scoundrels                    | Jeffrey Lane                            | David Yazbek                                                         | David Yazbek                                                         |        |
| The 25th Annual Putnam County Spelling Bee | Rachel Sheinkin                         | William Finn                                                         | William Finn                                                         |        |
| 2006 60º Tony Awards                       |                                         |                                                                      |                                                                      |        |
| Jersey Boys                                | Marshall Brickman e Rick Elice          | Bob Gaudio e Bob Crewe                                               | Bob Gaudio e Bob Crewe                                               |        |
| The Color Purple                           | Marsha Norman                           | Brenda Russell, Allee Willis e Stephen Bray                          | Brenda Russell, Allee Willis e Stephen Bray                          |        |
| The Drowsy Chaperone                       | Bob Martin e Don McKellar               | Lisa Lambert e Greg Morrison                                         |                                                                      |        |
| The Wedding Singer                         | Tim Herlihy e Chad Beguelin             | Matthew Sklar                                                        | Chad Beguelin                                                        |        |
| 2007 61º Tony Awards                       |                                         |                                                                      |                                                                      |        |
| Spring Awakening                           | Steven Sater                            | Duncan Sheik                                                         | Steven Sater                                                         |        |
| Curtains                                   | Rupert Holmes                           | John Kander                                                          | Fred Ebb                                                             |        |
| Grey Gardens                               | Doug Wright                             | Scott Frankel                                                        | Michael Korie                                                        |        |
| Mary Poppins                               | Julian Fellowes                         | Robert B. Sherman, Richard M. Sherman, George Stiles e Anthony Drewe | Robert B. Sherman, Richard M. Sherman, George Stiles e Anthony Drewe |        |
| 2008 62º Tony Awards                       |                                         |                                                                      |                                                                      |        |
| In the Heights                             | Quiara Alegría Hudes                    | Lin-Manuel Miranda                                                   | Lin-Manuel Miranda                                                   |        |
| Cry-Baby                                   | Mark O'Donnell and Thomas Meehan        | Adam Schlesinger                                                     | David Javerbaum                                                      |        |
| Passing Strange                            | Stew                                    | Stew e Heidi Rodewald                                                | Stew                                                                 |        |
| Xanadu                                     | Douglas Carter Beane                    | Jeff Lynne e John Farrar                                             | Jeff Lynne e John Farrar                                             |        |
| 2009 63º Tony Awards                       |                                         |                                                                      |                                                                      |        |
| Billy Elliot the Musical                   | Lee Hall                                | Elton John                                                           | Lee Hall                                                             |        |
| Next to Normal †                           | Brian Yorkey                            | Tom Kitt                                                             | Brian Yorkey                                                         |        |
| Rock of Ages                               | Chris D'Arienzo                         | Vários                                                               | Vários                                                               |        |
| Shrek The Musical                          | David Lindsay-Abaire                    | Jeanine Tesori                                                       | David Lindsay-Abaire                                                 |        |

### Anos 2010
| Ano                                    | Musical                                              | Libreto                                              | Música                                               | Letras                   |
| -------------------------------------- | ---------------------------------------------------- | ---------------------------------------------------- | ---------------------------------------------------- | ------------------------ |
| 2010 64º Tony Awards                   |                                                      |                                                      |                                                      |                          |
| Memphis                                | Joe DiPietro                                         | David Bryan                                          | David Bryan e Joe DiPietro                           |                          |
| American Idiot                         | Michael Mayer e Billie Joe Armstrong                 | Green Day                                            | Billie Joe Armstrong                                 |                          |
| Fela!                                  | Bill T. Jones e Jim Lewis                            | Fela Kuti                                            | Fela Kuti                                            |                          |
| Million Dollar Quartet                 | Colin Escott e Floyd Mutrux                          | Vários                                               | Vários                                               |                          |
| 2011 65º Tony Awards                   |                                                      |                                                      |                                                      |                          |
| The Book of Mormon                     | Trey Parker, Robert Lopez e Matt Stone               | Trey Parker, Robert Lopez e Matt Stone               | Trey Parker, Robert Lopez e Matt Stone               |                          |
| Catch Me If You Can                    | Terrence McNally                                     | Marc Shaiman                                         | Marc Shaiman e Scott Wittman                         |                          |
| The Scottsboro Boys                    | David Thompson                                       | John Kander                                          | Fred Ebb                                             |                          |
| Sister Act                             | Cheri and Bill Steinkellner and Douglas Carter Beane | Alan Menken                                          | Glenn Slater                                         |                          |
| 2012 66º Tony Awards                   |                                                      |                                                      |                                                      |                          |
| Once                                   | Enda Walsh                                           | Glen Hansard e Markéta Irglová                       | Glen Hansard e Markéta Irglová                       |                          |
| Leap of Faith                          | Janus Cercone e Glenn Slater                         | Alan Menken                                          | Glenn Slater                                         |                          |
| Newsies                                | Harvey Fierstein                                     | Alan Menken                                          | Jack Feldman                                         |                          |
| Nice Work If You Can Get It            | Joe DiPietro                                         | George Gershwin                                      | Ira Gershwin                                         |                          |
| 2013 67º Tony Awards                   |                                                      |                                                      |                                                      |                          |
| Kinky Boots                            | Harvey Fierstein                                     | Cyndi Lauper                                         | Cyndi Lauper                                         |                          |
| Bring It On the Musical                | Jeff Whitty                                          | Lin-Manuel Miranda e Tom Kitt                        | Amanda Green e Lin-Manuel Miranda                    |                          |
| A Christmas Story: The Musical         | Joseph Robinette                                     | Benj Pasek and Justin Paul                           | Benj Pasek and Justin Paul                           |                          |
| Matilda the Musical                    | Dennis Kelly                                         | Tim Minchin                                          | Tim Minchin                                          |                          |
| 2014 68º Tony Awards                   |                                                      |                                                      |                                                      |                          |
| A Gentleman's Guide to Love and Murder | Robert L. Freedman                                   | Steven Lutvak                                        | Robert L. Freedman e Steven Lutvak                   |                          |
| After Midnight                         | Jack Viertel                                         | Vários                                               | Vários                                               |                          |
| Aladdin                                | Chad Beguelin                                        | Alan Menken                                          | Chad Beguelin, Howard Ashman e Tim Rice              |                          |
| Beautiful: The Carole King Musical     | Douglas McGrath                                      | Gerry Goffin, Carole King, Barry Mann e Cynthia Weil | Gerry Goffin, Carole King, Barry Mann e Cynthia Weil |                          |
| 2015 69º Tony Awards                   |                                                      |                                                      |                                                      |                          |
| Fun Home                               | Lisa Kron                                            | Jeanine Tesori                                       | Lisa Kron                                            |                          |
| An American in Paris                   | Craig Lucas                                          | George Gershwin                                      | Ira Gershwin                                         |                          |
| Something Rotten!                      | Karey Kirkpatrick e John O'Farrell                   | Wayne e Karey Kirkpatrick                            | Wayne e Karey Kirkpatrick                            |                          |
| The Visit                              | Terrence McNally                                     | John Kander                                          | Fred Ebb                                             |                          |
| 2016 70º Tony Awards                   |                                                      |                                                      |                                                      |                          |
| Hamilton †                             | Lin-Manuel Miranda                                   | Lin-Manuel Miranda                                   | Lin-Manuel Miranda                                   |                          |
| Bright Star                            | Steve Martin                                         | Steve Martin e Edie Brickell                         | Edie Brickell                                        |                          |
| School of Rock                         | Julian Fellowes                                      | Andrew Lloyd Webber                                  | Glenn Slater                                         |                          |
| Shuffle Along                          | George C. Wolfe                                      | Eubie Blake e Noble Sissle                           | Eubie Blake e Noble Sissle                           |                          |
| Waitress                               | Jessie Nelson                                        | Sara Bareilles                                       | Sara Bareilles                                       |                          |
| 2017 71º Tony Awards                   | Dear Evan Hansen                                     | Steven Levenson                                      | Benj Pasek e Justin Paul                             | Benj Pasek e Justin Paul |
| 2017 71º Tony Awards                   | Come from Away                                       |                                                      |                                                      |                          |
| 2017 71º Tony Awards                   | Groundhog Day                                        |                                                      |                                                      |                          |
| 2017 71º Tony Awards                   | Natasha, Pierre & The Great Comet of 1812            |                                                      |                                                      |                          |
| 2018 72º Tony Awards                   | The Band's Visit                                     |                                                      |                                                      |                          |
| 2018 72º Tony Awards                   | Frozen                                               |                                                      |                                                      |                          |
| 2018 72º Tony Awards                   | Mean Girls                                           |                                                      |                                                      |                          |
| 2018 72º Tony Awards                   | SpongeBob SquarePants                                |                                                      |                                                      |                          |
| 2019 73º Tony Awards                   | Hadestown                                            |                                                      |                                                      |                          |
| 2019 73º Tony Awards                   | Ain't Too Proud                                      |                                                      |                                                      |                          |
| 2019 73º Tony Awards                   | Beetlejuice                                          |                                                      |                                                      |                          |
| 2019 73º Tony Awards                   | The Prom                                             |                                                      |                                                      |                          |
| 2019 73º Tony Awards                   | Tootsie                                              |                                                      |                                                      |                          |

### Anos 2020
| Ano                | Musical       | Libreto | Música | Letras |
| ------------------ | ------------- | ------- | ------ | ------ |
|                    | Moulin Rouge! |         |        |        |
| Jagged Little Pill |               |         |        |        |
| Tina               |               |         |        |        |

## Recordes
Recordes acumulados em 2016:
- Hamilton tornou-se o musical mais indicado na história da premiação, 16 nomeações. The Producers e o show mais vitorioso, vencendo em 12 categorias incluindo Melhor Musical.
- The Sound of Music e Fiorello! são os únicos musicais a empatar na categoria (em 1960).
- Passion é o vencedor com menos tempo em cartaz, 280 performances.
- The Phantom of the Opera é o mais tempo em cartaz vencedor de Melhor Musical, totalizou 11,854 performances em 24 de julho de 2016 e ainda continua em cartaz.[2]
- Hallelujah, Baby! é o único show para ter ganho o Prêmio Tony de Melhor Musical após o fechamento.
- Fun Home e o primeiro musical escrito inteiramente por uma mulher a vencer o Tony Award de Melhor Musical.